# Конон (лунный кратер)
Кратер Конон (лат. Conon) — небольшой ударный кратер в центральной части гор Апеннины на видимой стороне Луны. Название присвоено в честь древнегреческого астронома и математика Конона Самосского (ок. 280 — ок. 200 до н. э.); утверждено Международным астрономическим союзом в 1935 г. Образование кратера относится к коперниковскому периоду.

## Описание кратера

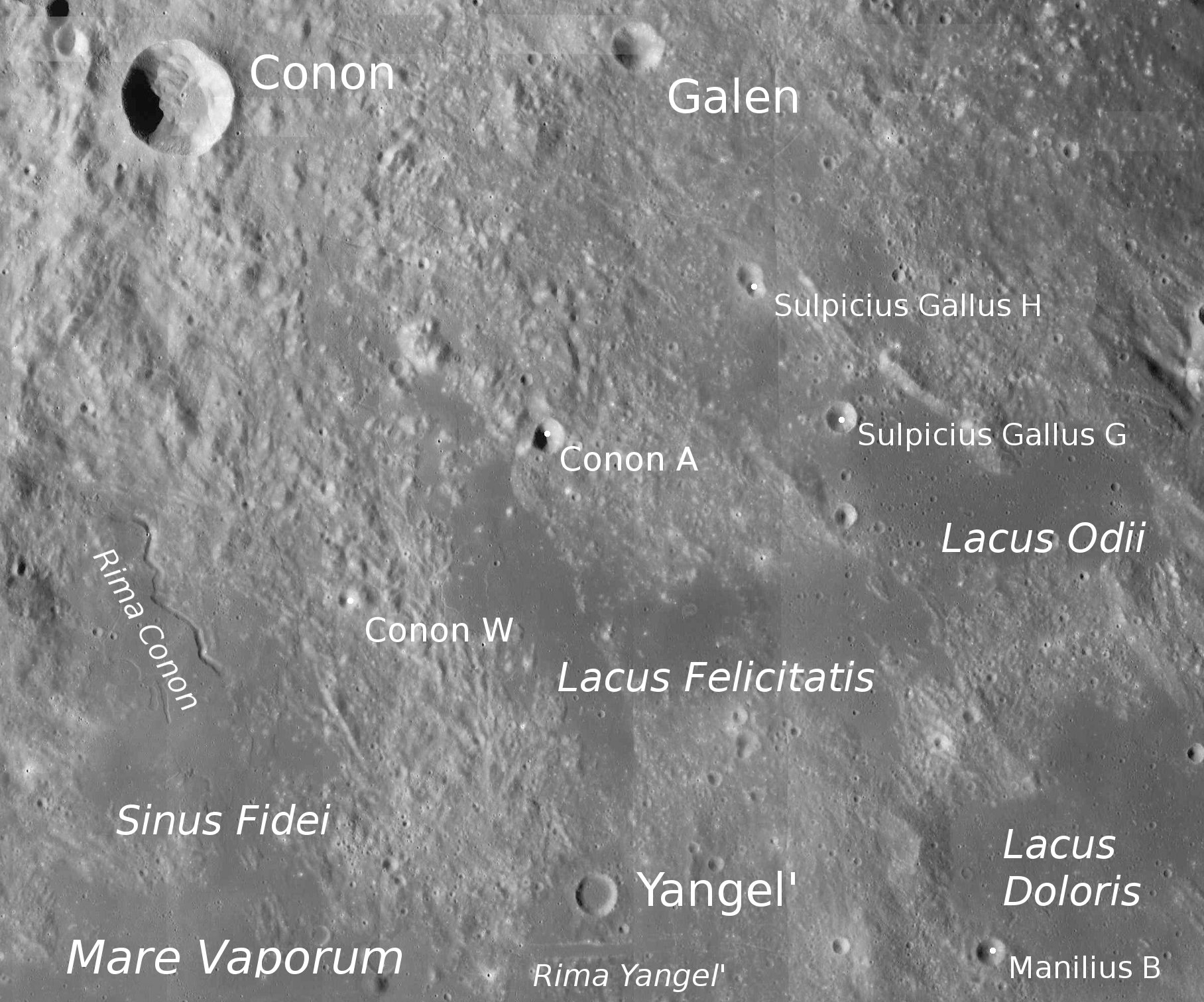
Окрестности кратера Конон. Снимок зонда Lunar Reconnaissance Orbiter.

Ближайшими соседями кратера Конон являются кратер Джомо на севере; кратер Арат на северо-востоке; кратер Гален на востоке; кратер Янгель на юге-юго-востоке и кратер Гексли на западе-юго-западе. На западе от кратера Конон находится пик Брэдли и далее Море Дождей; на северо-западе борозда Брэдли и далее горы Архимед, на севере Болото Гниения; на северо-востоке Море Ясности; на востоке Гемские горы; на юго-востоке Озеро Ненависти и Озеро Счастья; на юге борозда Конона и далее Залив Верности и Море Паров. Селенографические координаты центра кратера 21°40′ с. ш. 1°57′ в. д. / 21,66° с. ш. 1,95° в. д., диаметр 21,0 км, глубина 2,93 км.
Кратер Конон имеет полигональную форму и практически не разрушен. Вал с четко очерченной кромкой, северо-восточный участок вала спрямлен. Внутренний склон вала гладкий, ширина его в значительной степени меняется по периметру кратера. Высота вала над окружающей местностью достигает 800 м, объем кратера составляет приблизительно 270 км³. Дно чаши овальной формы, пересеченное, центральный пик отсутствует.

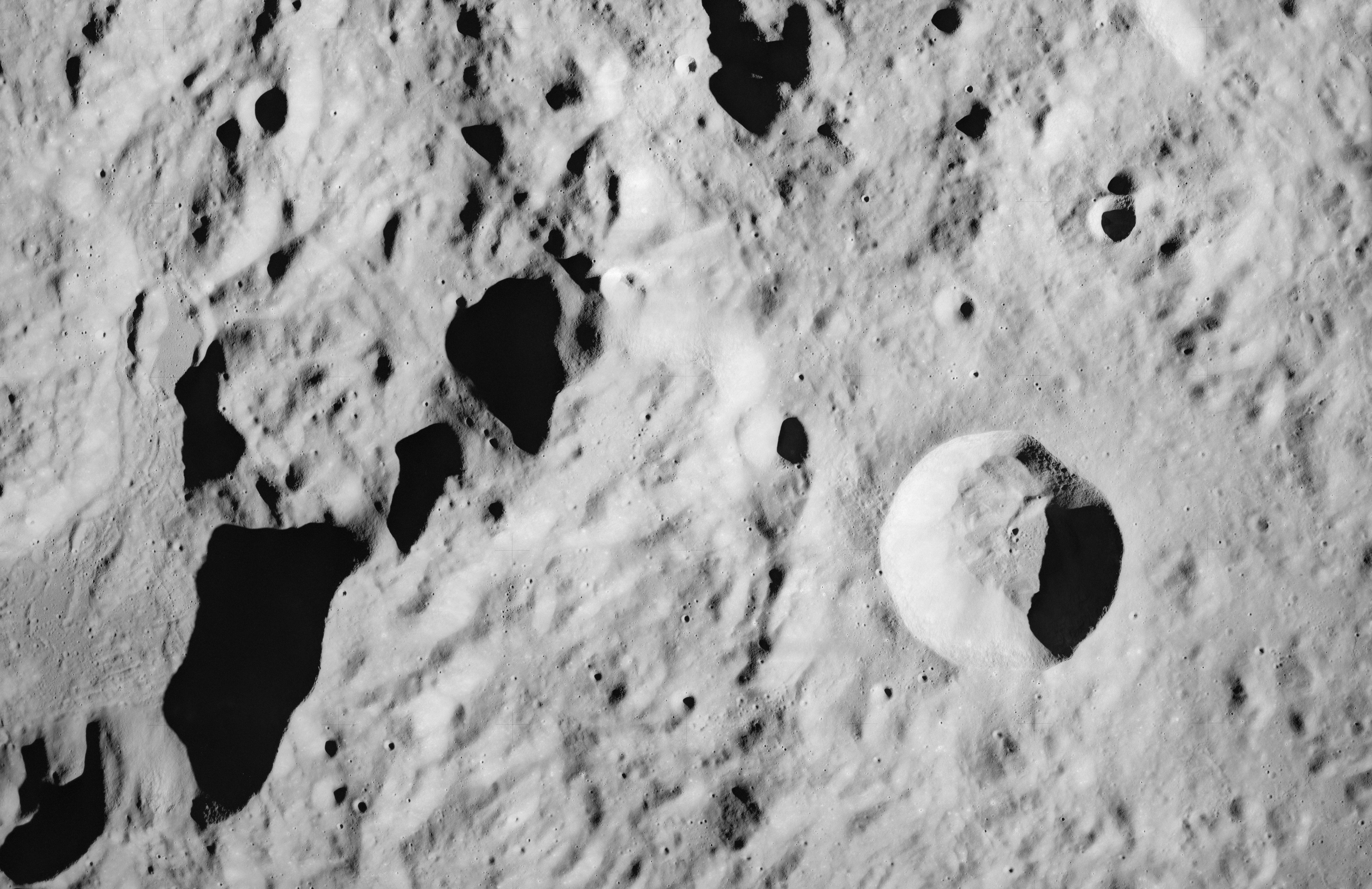
Пик Брэдли и кратер Конон. Снимок с борта Аполлона-17.

Кратер Конон относится к числу кратеров, в которых зарегистрированы температурные аномалии во время затмений. Объясняется это тем, что подобные кратеры имеют небольшой возраст и скалы не успели покрыться реголитом, оказывающим термоизолирующее действие. Кроме этого, он включен в список кратеров с темными радиальными полосами на внутреннем склоне Ассоциации лунной и планетарной астрономии (ALPO) и в список кратеров с яркой системой лучей Ассоциации лунной и планетарной астрономии (ALPO).

## Сечение кратера
На приведенном графике представлено сечение кратера в различных направлениях, масштаб по оси ординат указан в футах, масштаб в метрах указан в верхней правой части иллюстрации.

## Сателлитные кратеры

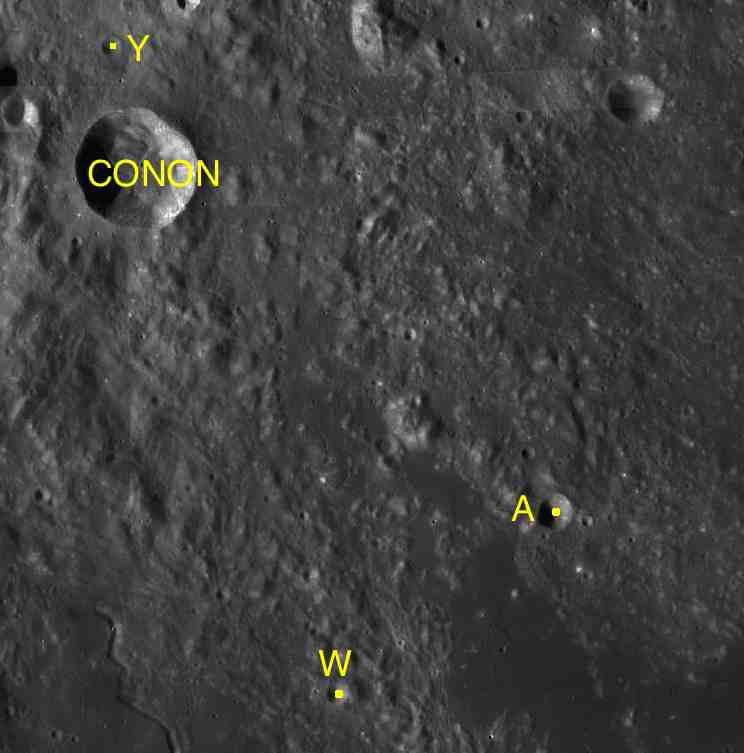
Фрагмент карты LAC-41.

| Конон | Координаты                                          | Диаметр, км |
| ----- | --------------------------------------------------- | ----------- |
| A     | 19°41′ с. ш. 4°23′ в. д. / 19,68° с. ш. 4,38° в. д. | 6,0         |
| W     | 18°43′ с. ш. 3°04′ в. д. / 18,72° с. ш. 3,07° в. д. | 4,0         |
| Y     | 22°20′ с. ш. 1°49′ в. д. / 22,34° с. ш. 1,82° в. д. | 3,7         |